# Aria Air
Aria Air (Perzisch: هواپیمایی آریا) was een Iraanse luchtvaartmaatschappij met haar thuisbasis in Teheran. Zij voert chartervluchten uit vanaf haar basis in Dubai.

## Geschiedenis
Aria Air is opgericht in 2000 als Aria Air Tours. In 2001 werd de naam gewijzigd in Aria Air.

## Vloot
De vloot van Aria Air bestond uit: (januari 2013)
- 2 Fokker 50

## Incidenten
- Op 24 juli 2009 stortte vlucht 1525 een Ilyushin Il-62M tijdens de landing neer. Het vliegtuig had een te grote landingssnelheid, schoot van de baan en boorde zich in een muur meer dan 1 kilometer vanaf de oorspronkelijke landingsbaan.